# Сан-Педро (Кот-д’Ивуар)
Сан-Педро (фр. San-Pédro) — город на юго-западе Кот-д’Ивуара. Административный центр области Ба-Сассандра, а также одноимённого департамента.

## Географическое положение
Город находится в южной части области, на побережье Гвинейского залива Атлантического океана, к западу от места впадения в него реки Сан-Педро, на расстоянии приблизительно 270 километров к юго-западу от столицы страны Ямусукро. Абсолютная высота — 1 метр над уровнем моря.

## Население
По данным переписи 1998 года численность населения города составляла 131 800 человек.
Динамика численности населения города по годам:
| 1975   | 1988   | 1998    | 2012    |
| ------ | ------ | ------- | ------- |
| 31 606 | 70 601 | 131 800 | 171 906 |

## Климат
| Показатель                    | Янв. | Фев. | Март | Апр. | Май | Июнь | Июль | Авг. | Сен. | Окт. | Нояб. | Дек. | Год |
| ----------------------------- | ---- | ---- | ---- | ---- | --- | ---- | ---- | ---- | ---- | ---- | ----- | ---- | --- |
| Абсолютный максимум, °C       | 32   | 32   | 38   | 38   | 33  | 30   | 33   | 33   | 29   | 33   | 31    | 36   | 38  |
| Средний суточный максимум, °C | 29   | 30   | 30   | 30   | 28  | 27   | 26   | 26   | 26   | 27   | 28    | 29   | 28  |
| Средняя температура, °C       | 26   | 27   | 27   | 27   | 26  | 25   | 25   | 24   | 25   | 26   | 26    | 26   | 26  |
| Средний суточный минимум, °C  | 23   | 24   | 24   | 24   | 24  | 23   | 23   | 22   | 23   | 23   | 23    | 23   | 23  |
| Абсолютный минимум, °C        | 15   | 18   | 21   | 21   | 20  | 20   | 18   | 19   | 20   | 20   | 20    | 16   | 15  |
| Источник:                     |      |      |      |      |     |      |      |      |      |      |       |      |     |

## Экономика
Основой экономики города служат сельское хозяйство и рыболовство. В окрестностях Сан-Педро выращивают гевею, масличную пальму, какао и другие культуры. Большую роль в экономике города играет туризм.

## Транспорт
В Сан-Педро расположен второй крупнейший в Кот-д’Ивуаре порт, через который, в основном, осуществляется экспорт большей части какао-бобов, произведённых в стране.
Также, в 2 километрах к западу от города расположен одноимённый аэропорт (ICAO: DISP, IATA: SPY).